# 中央道伊那スキーリゾート
中央道伊那スキーリゾート（ちゅうおうどういなスキーリゾート）は、長野県伊那市西春近にあるスキー場である。降雪量は少ないが、気温の低さを利用してスノーマシンによる人工雪で天候に左右されないゲレンデ整備が可能。ナイター営業も行っている。利用客のほとんどが中京圏からで、名古屋から中央自動車道経由で2時間程度という近さを売りにしている。

## 沿革
- 1988年 - 建設業のヤマウラの運営により開業。開設当初の名称は伊那スキーリゾート。
- 2008年 - 地権者との20年間の借地契約満了に伴い、ヤマウラが運営から撤退。2008-2009シーズンは営業中止。
- 2009年 - スキー場運営などを手がけるクロスプロジェクトグループが運営を引き継ぎ、2009-2010シーズンより営業再開。名称を中央道伊那スキーリゾートに変更。

## コース
- ドリームコース　
全長700m,最大傾斜16°,平均傾斜10°の初級者コース。なだらかな傾斜でビギナー向け。高速4人乗りクワッドリフトSNOW EXPRESSを降車して第2ペアリフトの乗り場の所からコースが始まる。
- パノラマコース
全長500m,最大傾斜25°,平均傾斜18°の中級者コース。ドリームコースより少し急なので、難易度は少し高め。

パーク
- スノー★パーク（パノラマ・ドリームコース脇）

ソリゲレンデ
- わくわく★ランド
「楽ちんベルト」があり、登るのに便利。

## 索道
クワッドリフト1基、ペアリフト1基で計2基。
- SNOW EXPRESS 高速4人乗り セーフティーバー付き 全長700m（ドリーム・パノラマコース）
- 第2ペアリフト　2人乗り 全長600m（パノラマコース）

## 施設
センターハウス
休憩や食事が出来るレストランがある。1Fのショップではお土産やスキー、スノーボードの滑走時に使う物が販売されている。ドレッシングルーム設備。8:00〜21:30営業。
レンタルハウス
スキー・スノーボードをレンタルできる施設。2Fでは無料休憩所を完備している。

## 交通アクセス
- 中央自動車道：伊那IC、駒ヶ根IC、西春近BS
  - 名古屋から中央自動車道で約2時間
  - 小黒川スマートICから約8分
  - 伊那ICから約10分
  - 駒ヶ根ICから約15分
- JR飯田線：伊那市駅、下島駅（下島駅にはタクシー乗り場はない。）